# Kuzma Petrov-Vodkin
Kuzma Sergejevič Petrov-Vodkin (5. listopadu 1878 Chvalynsk – 15. února 1939 Petrohrad) byl ruský a sovětský malíř a spisovatel.

## Život

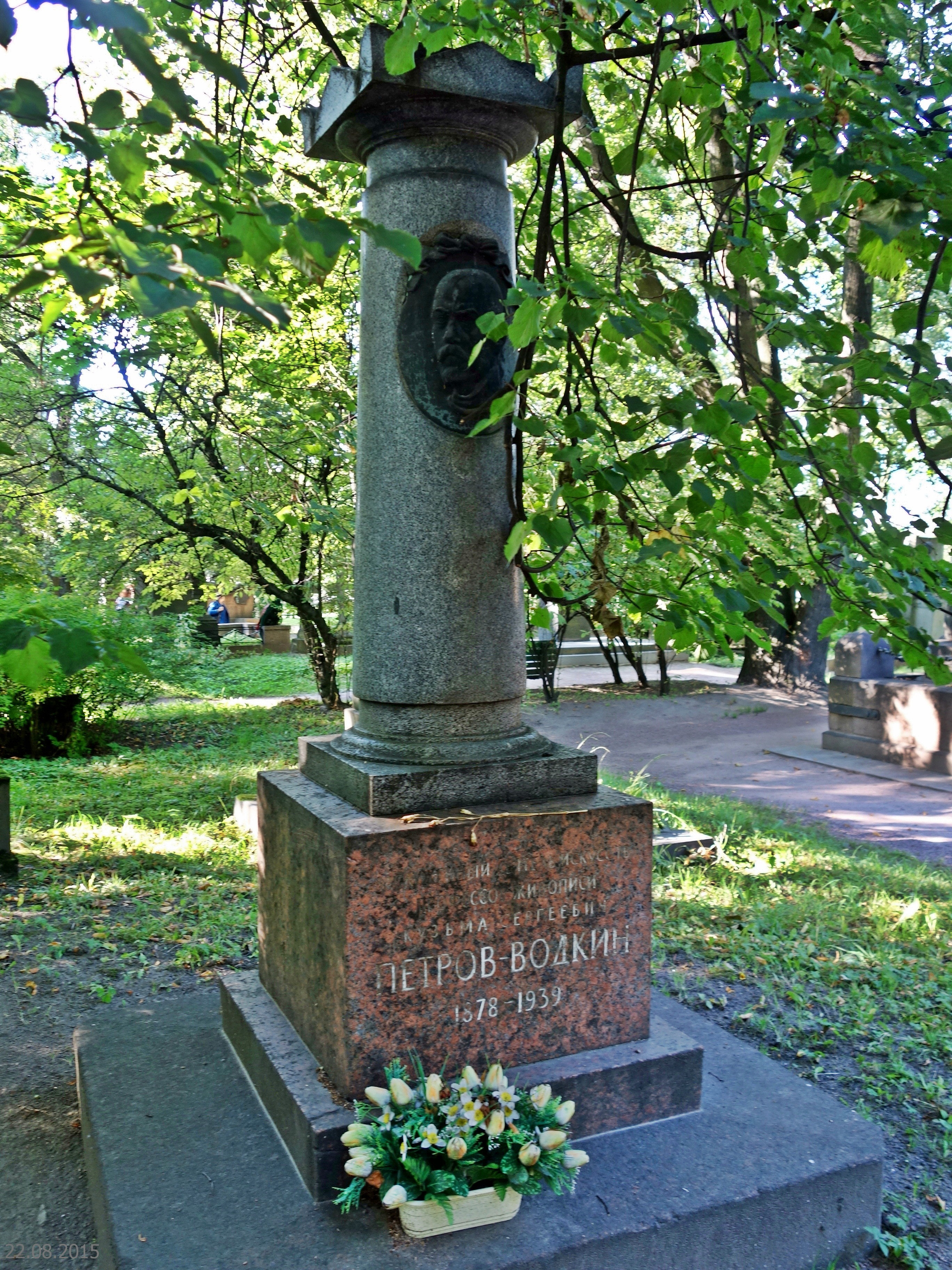
Památník na Litěratorskich mostkach

Narodil se do rodiny ševce. Malovat se učil u místních malířů ikon. Odkazy na pravoslavné ikony jsou pak patrné zejména v raných fázích jeho tvorby. V roce 1893 vystudoval střední školu a poté pracoval v loděnici. Připravoval se na přijímací zkoušky na železniční škole v Samaře, protože toužil stát se železničním inženýrem. U zkoušek ale neuspěl, a tak začal chodit na lekce malování u Fjodora Burova, který ovšem v roce 1895 zemřel. Petrov-Vodkin se pak živil drobnými malířskými zakázkami v okolí Saratova. Jeho matce se při návštěvě slavného architekta R. Melcera v Saratově podařilo mu ukázat některé synovy kresby a Melcer mu pak zajistil studium umění v Petrohradě. V letech 1895–1897 zde studoval školu barona Stieglitze. Poté odešel do Moskvy, kde studoval Moskevskou školu malířství, sochařství a architektury u Valentina Serova, Izáka Levitana či Konstantina Korovina. V letech 1901–1904 v Mnichově studoval u slovinského malíře Antona Ažbeho. Po roce 1917 se věnoval grafice, často propagační. V roce 1922 namaloval známý portrét spisovatelky Anny Achmatovové. V letech 1924–1926 žil ve Francii. V roce 1927 onemocněl tuberkulózou. To mu znemožnilo do značné míry malovat. Přesunul tedy svůj zájem k psaní částečně autobiografické prózy. Napsal trilogii Chvalynsk, Euklidův prostor a Samarkandia. Ve 30. letech se k malování vrátil, často šlo o angažované politické umění (Alarm, Smrt komisaře, Rok 1918 v Petrohradě). Tuberkulóza ho přemohla roku 1939. Nejvíce jeho děl je dnes k vidění ve Státním ruském muzeu v Petrohradě.

## Galerie

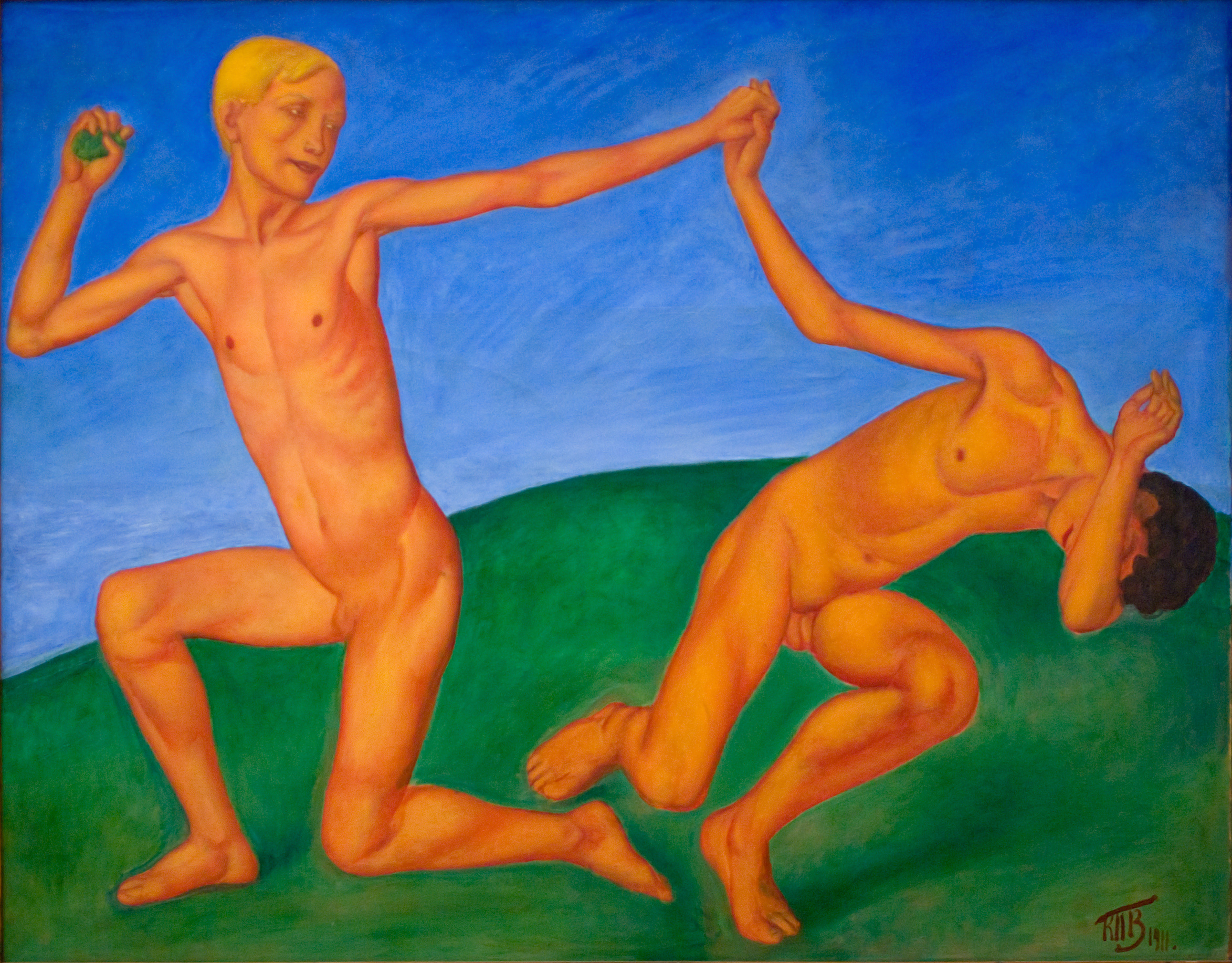
Chlapci, 1911
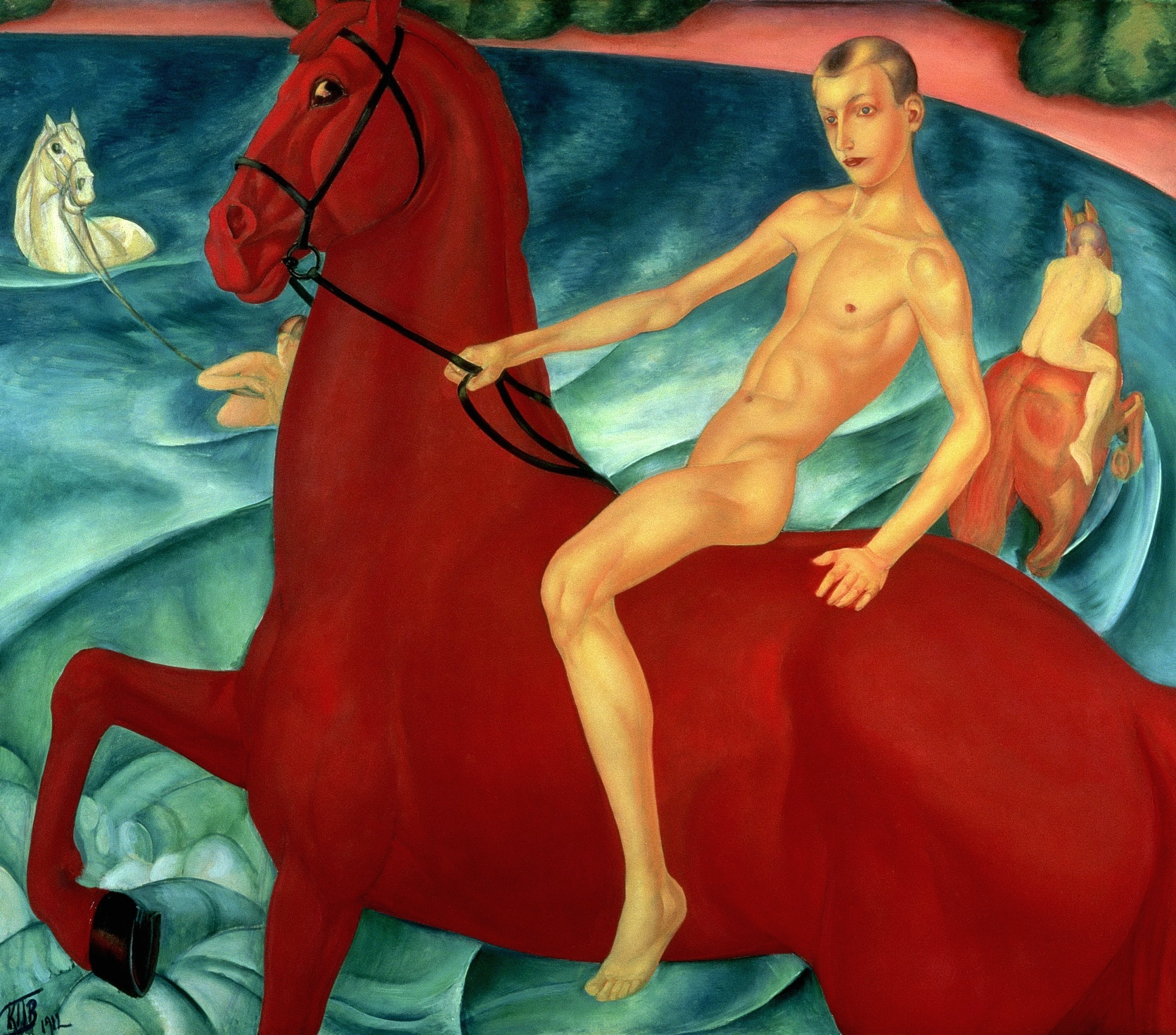
Koupání červeného koně, 1912
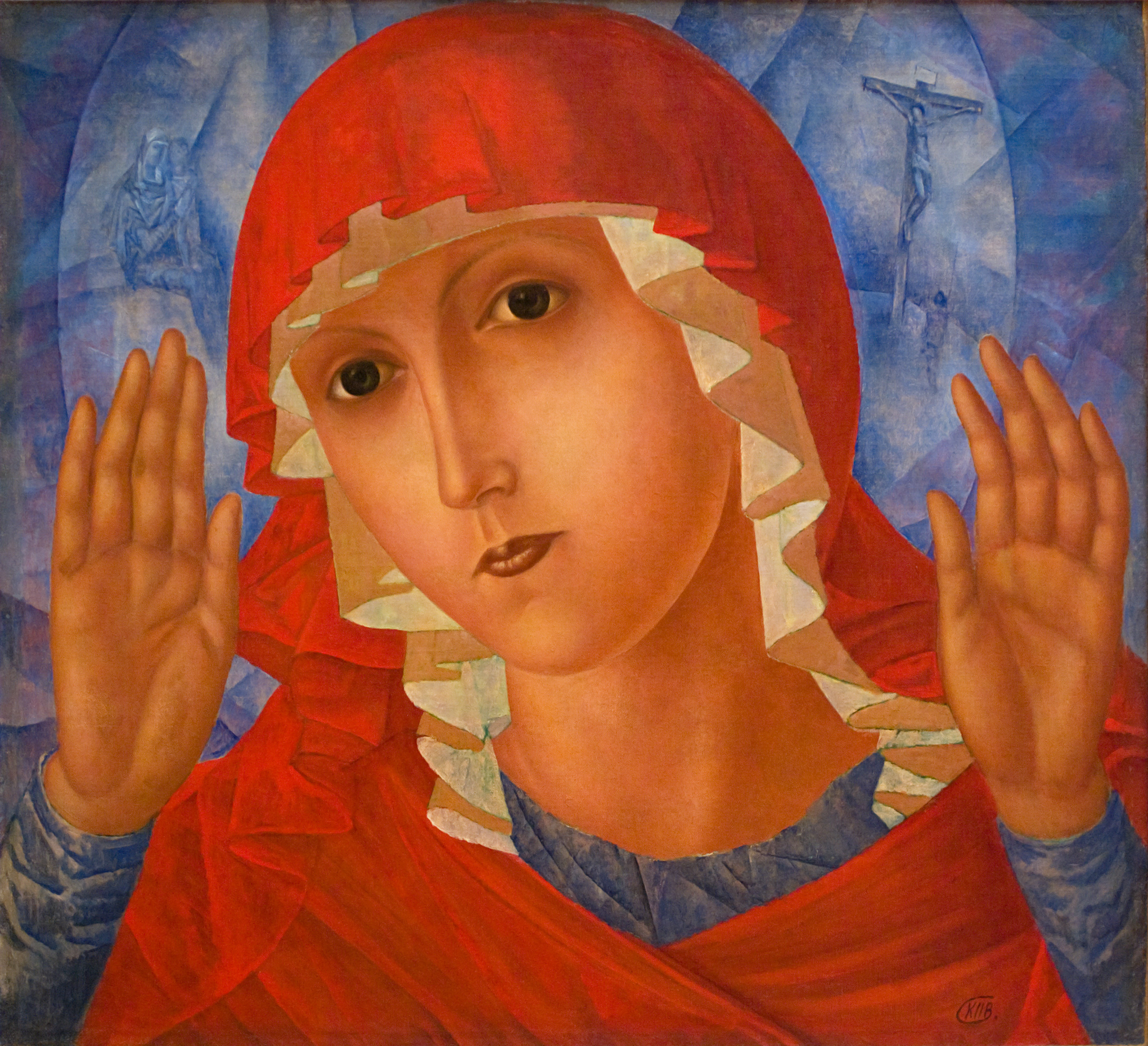
Přesvaté Bohorodice Obměkčení zlých srdcí, 1914–1915
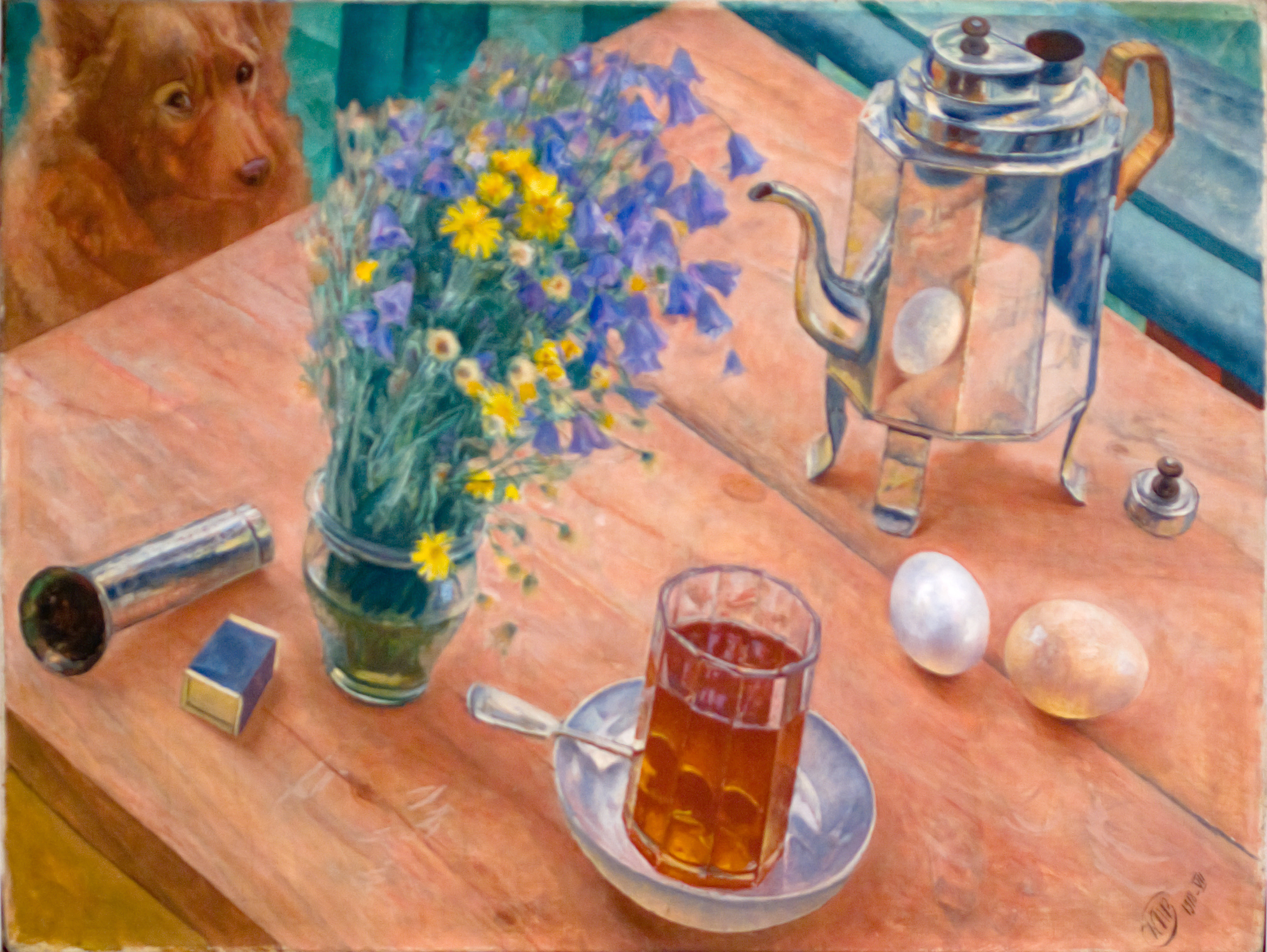
Ranní zátiší, 1918
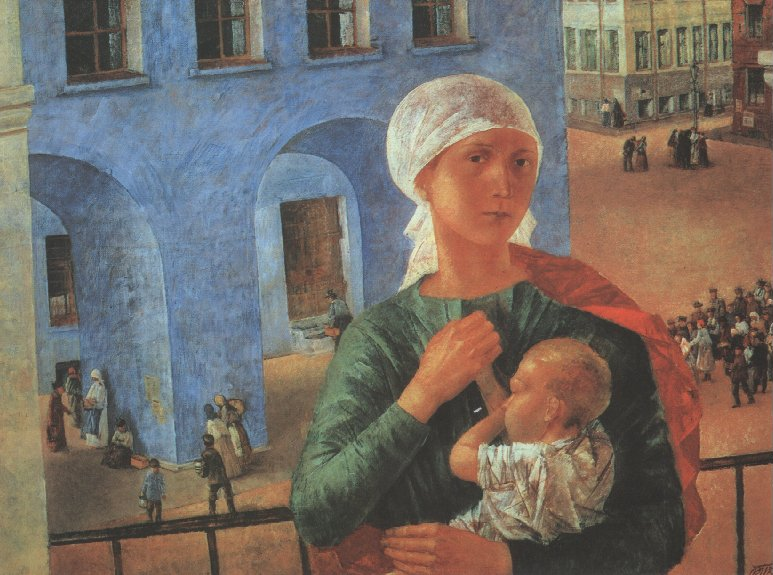
Rok 1918 v Petrohradě, 1920
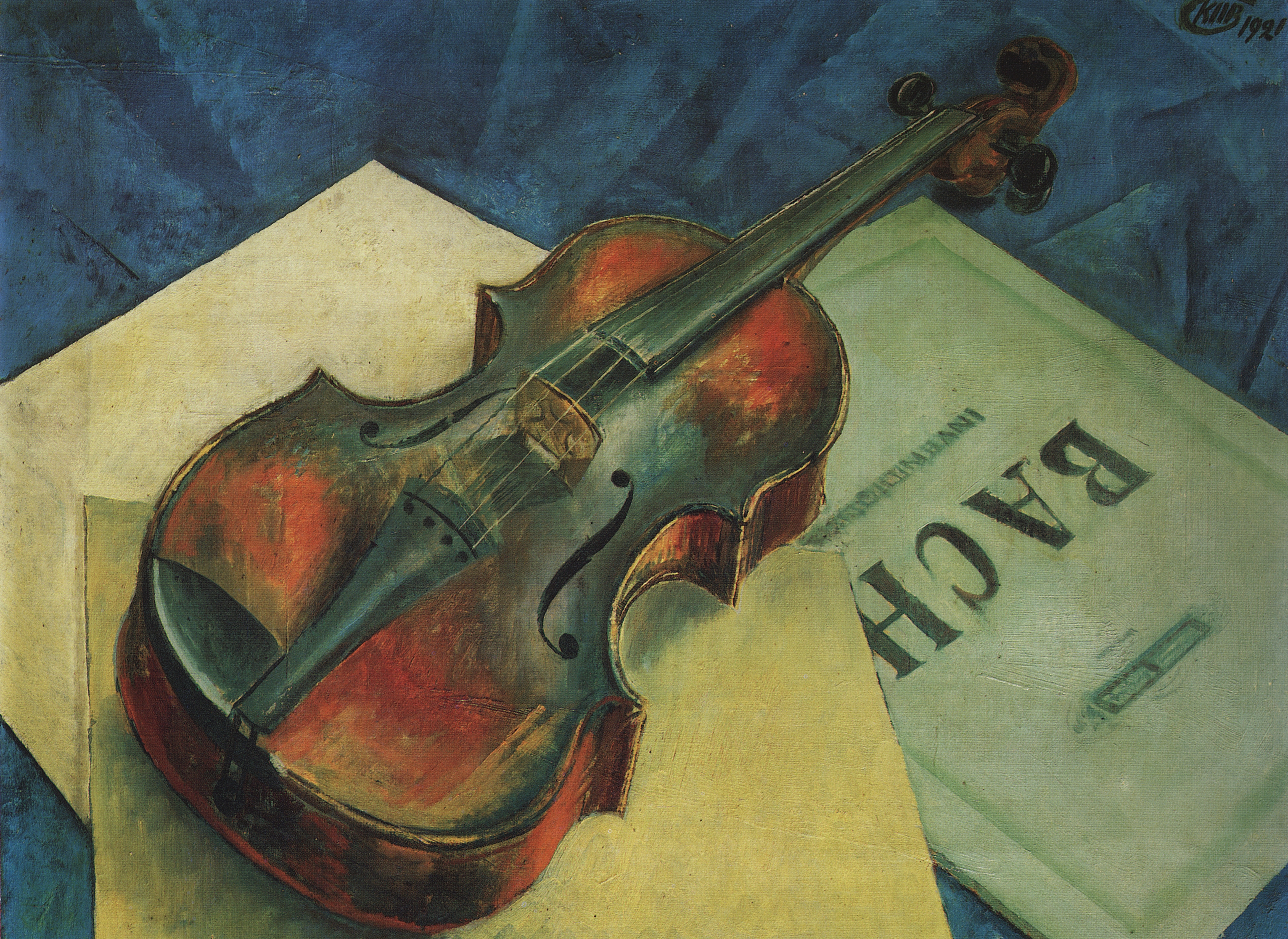
Housle, 1921
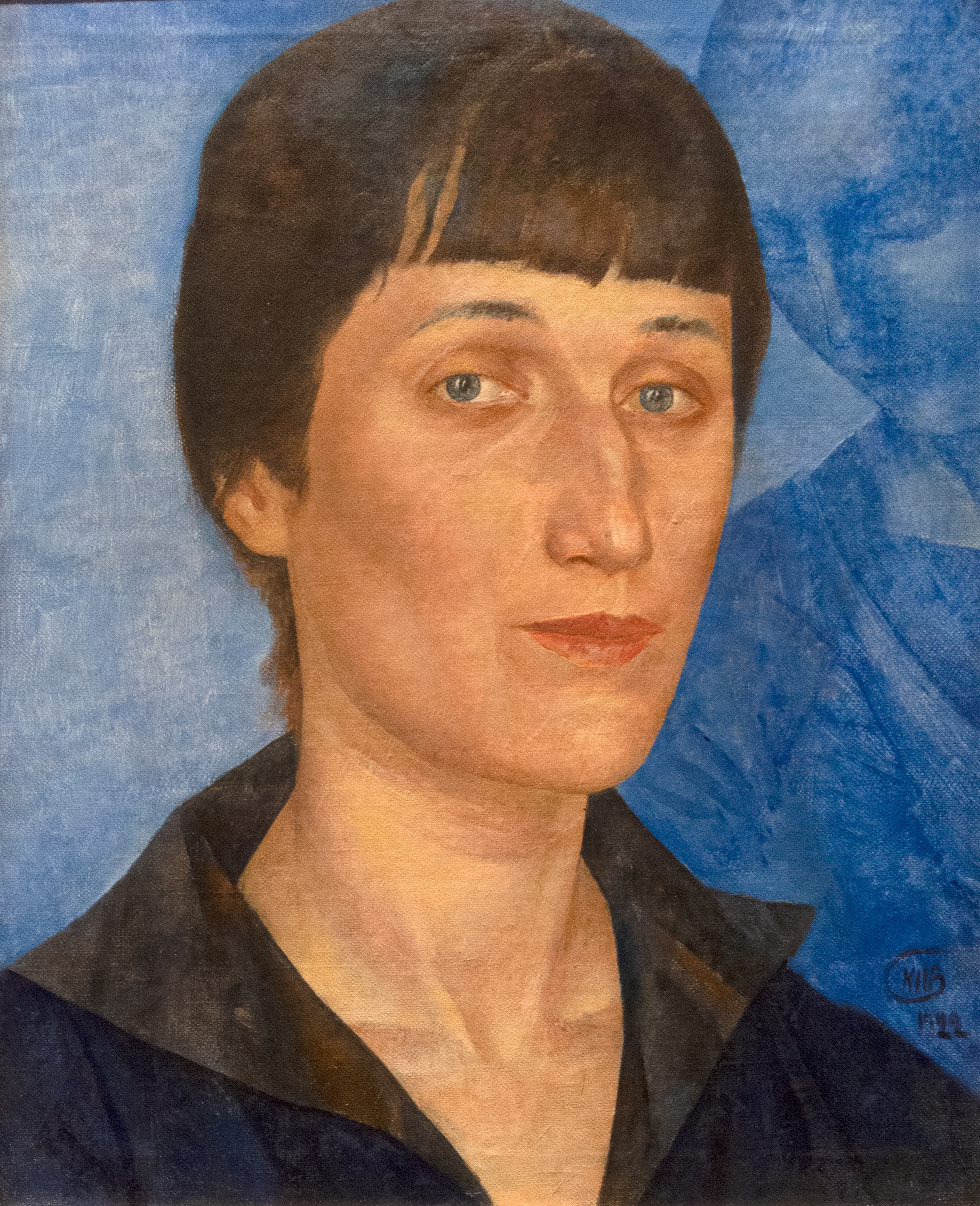
Portrét Anny Achmatovové,1922
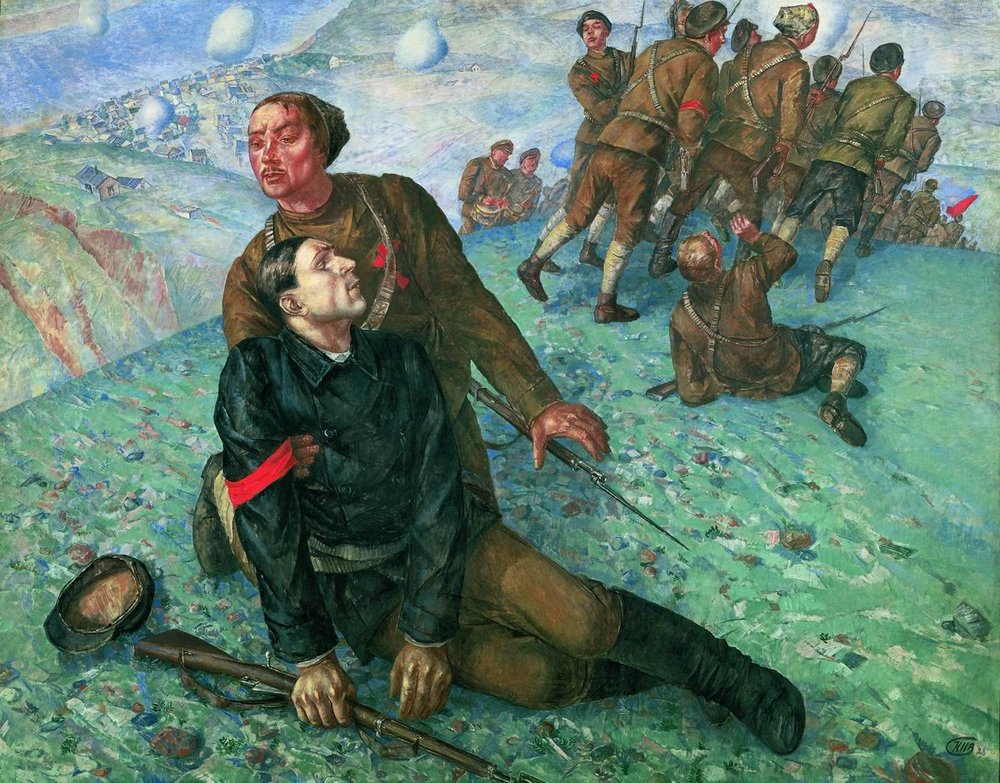
Smrt komisaře, 1928
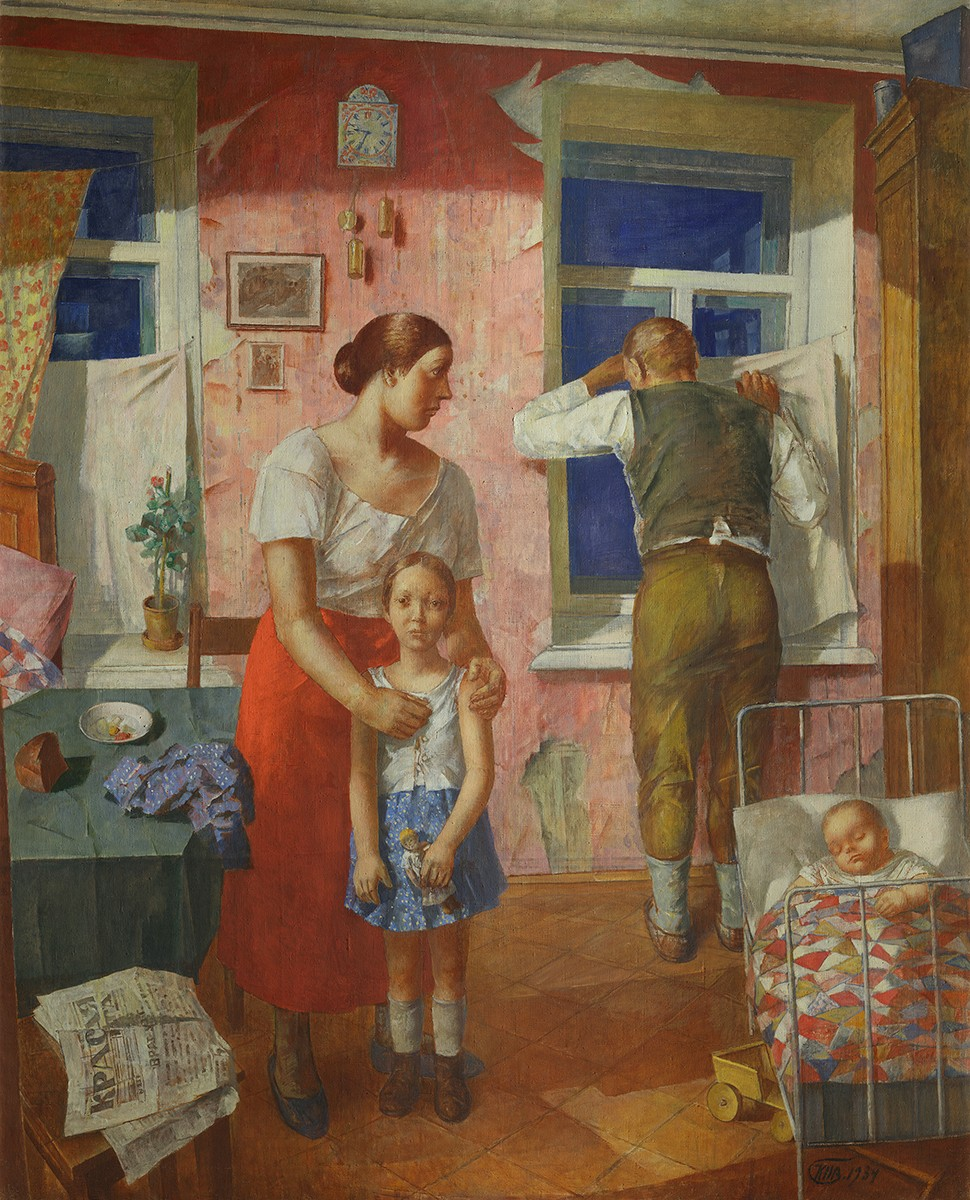
1919. Alarm, 1934
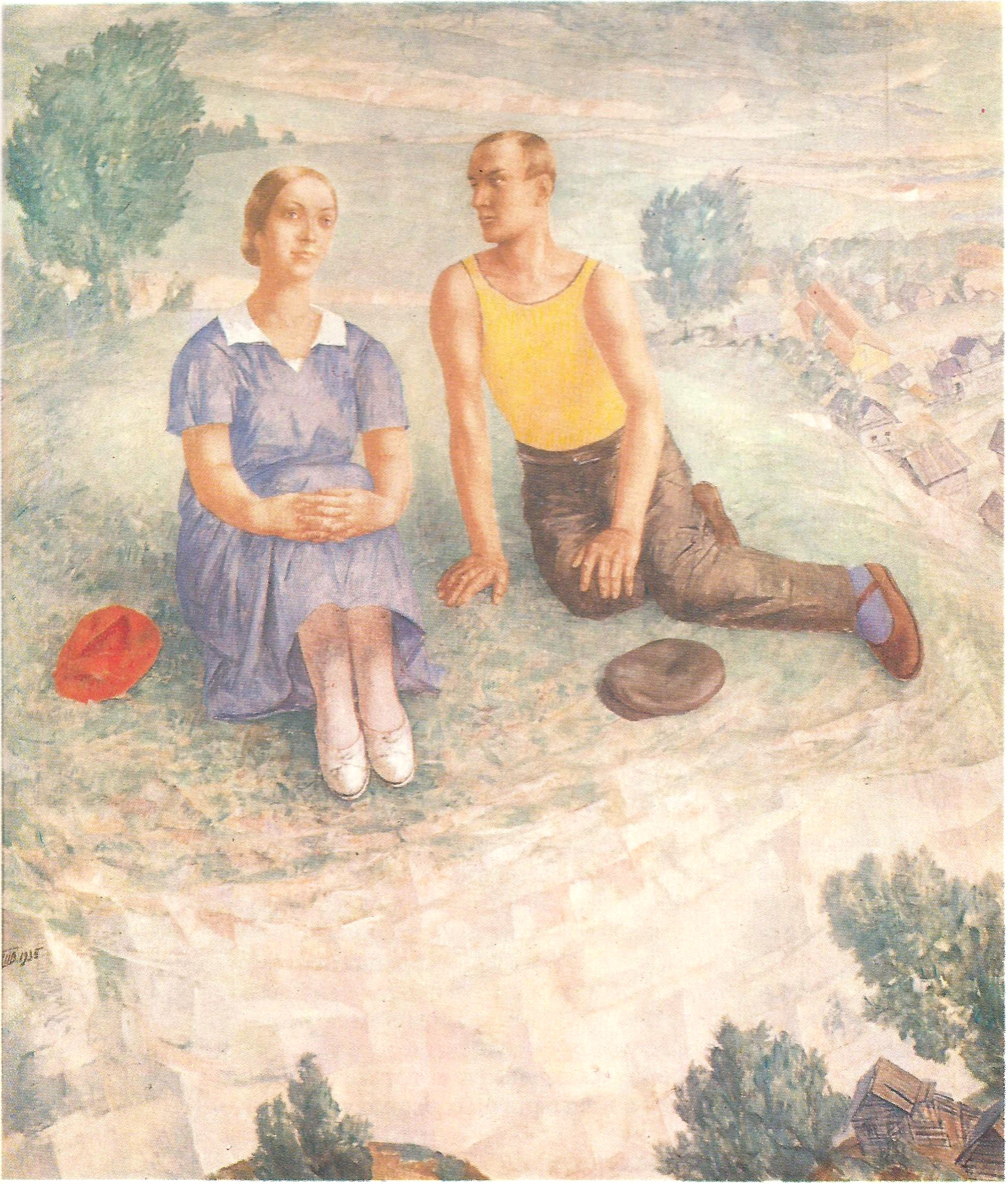
Jaro, 1935